# Indian Springs Village
Indian Springs Village és una població dels Estats Units a l'estat d'Alabama. Segons el cens del 2000 tenia 2.225 habitants.

## Demografia
Segons el cens del 2000, Indian Springs Village tenia 2.225 habitants, 789 habitatges, i 685 famílies. La densitat de població era de 236 habitants/km².
Dels 789 habitatges en un 38% hi vivien nens de menys de 18 anys, en un 80,4% hi vivien parelles casades, en un 4,2% dones solteres, i en un 13,1% no eren unitats familiars. En l'11,9% dels habitatges hi vivien persones soles el 4,6% de les quals corresponia a persones de 65 anys o més que vivien soles. El nombre mitjà de persones vivint en cada habitatge era de 2,82 i el nombre mitjà de persones que vivien en cada família era de 3,05.
Per edats la població es repartia de la següent manera: un 25,7% tenia menys de 18 anys, un 5,3% entre 18 i 24, un 21,7% entre 25 i 44, un 34,7% de 45 a 60 i un 12,7% 65 anys o més.
L'edat mediana era de 44 anys. Per cada 100 dones hi havia 105,1 homes. Per cada 100 dones de 18 o més anys hi havia 96,9 homes.
La renda mediana per habitatge era de 92.229 $ i la renda mediana per família de 96.760 $. Els homes tenien una renda mediana de 66.648 $ mentre que les dones 42.222 $. La renda per capita de la població era de 37.904 $. Aproximadament el 0,1% de les famílies i el 0,4% de la població estaven per davall del llindar de pobresa.

## Poblacions properes
El següent diagrama mostra les poblacions més properes.